# Nuci
Nuci est une commune roumaine située dans le județ d'Ilfov.